# مارانوس

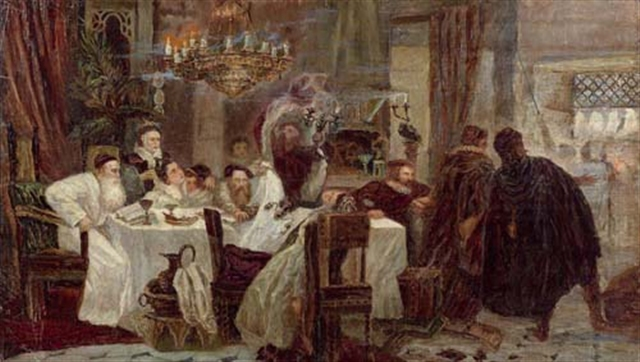

المارانوس (بالإسبانية والبرتغالية: Marranos، وتنطق بالبرتغالية مارانوش، والمفرد في اللغتين مارانو) هو مصطلح أطلق في الأصل على يهود شبه جزيرة إيبيريا الذين تحولوا إلى المسيحية طوعًا أو قسرًا، والذين ظل بعضهم يمارسون دينهم اليهودي سرًا.
عُرف المتنصرون في ذلك العصر أيضًا بالمسيحيين الجدد (بالإسبانية: cristianos nuevos، وبالبرتغالية: cristãos-novos)، والمتحولين (بالإسبانية: conversos)‏، كما عرفوا بالعبرية بمصطلح الأنوسيم ـ أي المكرهين ـ وهو المصطلح الذي يفضل استخدامه أحفاد هؤلاء اليهود المتنصرين وبعض الباحثين، نظرًا للدلالة المهينة التي تمثلها كلمة «مارانو» في اللغة الإسبانية حتى اليوم.